# Ganonema nigripennis
Ganonema nigripennis är en nattsländeart som först beskrevs av Shinji Kuwayama 1930.  Ganonema nigripennis ingår i släktet Ganonema och familjen Calamoceratidae. Inga underarter finns listade i Catalogue of Life.